# قانون اساسی اسرائیل

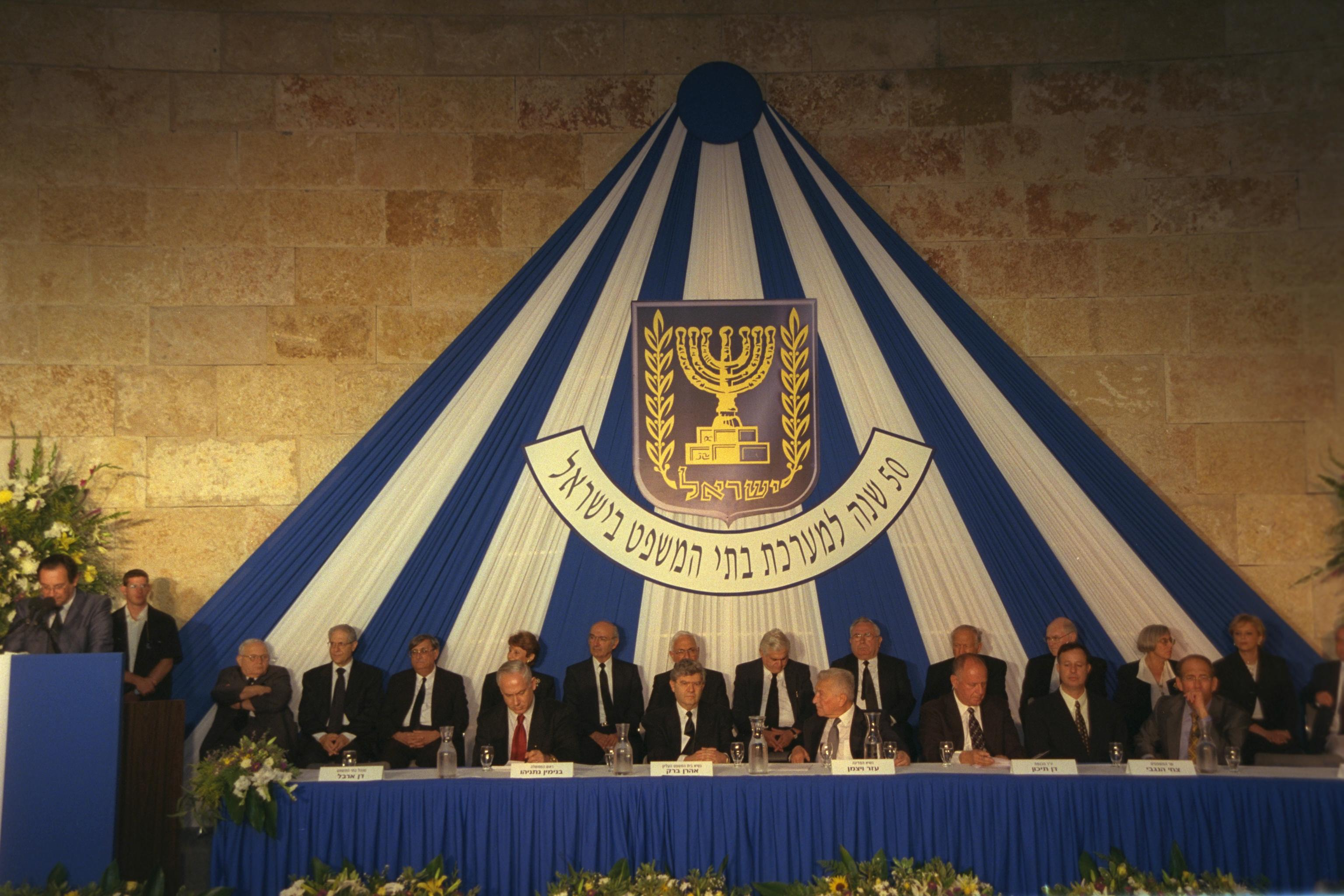
دادگاه عالی اسرائیل، جشن پنجاهمین سالگرد

قوانین اساسی اسرائیل (عبری: חוקי היסוד‎، آوانگاری: Ḥukey HaYesod) سیزده قانون شبه قانون اساسی دولت اسرائیل است که برخی از آنها فقط با رای اکثریت در کنست قابل تغییر می‌باشند (با شرایطی متفاوت برای هر یک از قوانین اساسی و بخش‌های مختلف آن). بسیاری از این قوانین مبتنی بر آزادی‌های فردی است که در اعلامیه استقلال اسرائیل ذکر شده.

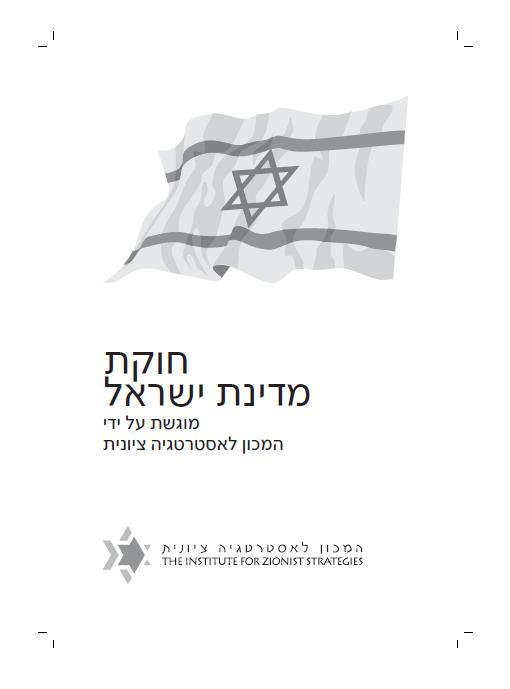
صفحه جلد پیش نویس قانون اساسی اسرائیل پیشنهاد شده توسط مؤسسه راهبردهای صهیونیستی

قوانین اساسی به شکل‌گیری و نقش نهادهای اصلی دولت و روابط بین مقامات دولتی می‌پردازد. آنها همچنین از حقوق مدنی کشور محافظت می‌کنند، اگرچه برخی از این حقوق قبلاً در قوانین عرفی توسط دادگاه عالی اسرائیل محافظت می‌شد. اصل قانون اساسیِ کرامت و آزادی انسانی، از جایگاه فوق قانونی برخوردار است و به دیوان عالی این اختیار را می‌دهد که هر قانونی را که با آن مغایرت دارد سلب صلاحیت کند و همچنین از آن در برابر مقررات اضطراری محافظت می‌کند.
قوانین اساسی به عنوان پیش نویس فصل‌های قانون اساسی آینده اسرائیل در نظر گرفته شده بود، که تصویب آن از سال ۱۹۵۰ به تعویق افتاده‌است. آنها عملاً به عنوان یک قانون اساسی عمل می‌کنند تا زمانی که در آینده در یک قانون اساسی رسمی، واحد و مکتوب ادغام شوند. اسرائیل یکی از شش کشوری است (به همراه کانادا، نیوزلند، سن مارینو، عربستان سعودی و بریتانیا) که به طور کامل یا جزئی بر اساس قانون اساسی غیرمدون متشکل از قانون اساسی مادی (بر اساس موارد و سوابق)، قانون عرفی و مفاد این قوانین رسمی عمل می‌کنند.

## پیشینه
کشور اسرائیل یک قانون اساسی غیرمدون دارد. به جای یک قانون اساسی مکتوب رسمی و مطابق با تصمیم هراری (הַחְלָטַת הֲרָרִי) در ۱۳ ژوئن ۱۹۵۰ که توسط مجلس مؤسسان اسرائیل (کنست اول) تصویب شد، دولت اسرائیل چندین قانون پایه را در مورد ترتیبات دولتی و حقوق بشر وضع کرده‌است. رئیس دادگاه عالی اسرائیل، آهارون باراک، حکم داد که قوانین اساسی باید به عنوان قانون اساسی این کشور در نظر گرفته شود. از مخالفان این رویکرد میشائیل چشین، قاضی دادگاه عالی، همکار باراک بود. بر اساس منشور استقلال اسرائیل در ۱۴ مه ۱۹۴۸، مجلس مؤسسان باید قانون اساسی را تا اول اکتبر ۱۹۴۸ آماده می‌کرد. تأخیر و تصمیم نهایی در ۱۳ ژوئن ۱۹۵۰ برای وضع قانون اساسی فصل به فصل، عمدتاً ناشی از ناتوانی گروه‌های مختلف در جامعه اسرائیل در توافق بر سر هدف دولت، هویت دولت و یک چشم انداز بلند مدت بود. عامل دیگر مخالفت دیوید بن گوریون بود (نخست وزیر ۱۹۴۸-۱۹۵۴ و ۱۹۵۵-۱۹۶۳)، که فکر می‌کرد یک قانون اساسی مکتوب رسمی به دادگاه عالی اسرائیل اجازه می‌دهد تا سیاست‌های سوسیالیستی او را لغو کند.
اولین نخست وزیر اسرائیل، دیوید بن گوریون، مایل به تدوین قانون اساسی نبود. پس از تنها چهار جلسه، مجلس مؤسسان در ۱۶ فوریه ۱۹۴۹ قوانین انتقالی را تصویب کرد که به این معنی به "اولین کنست" تبدیل شد. از آنجایی که مجلس موسسان، قانون اساسی برای اسرائیل تهیه نکرد، کنست وارث مجلس به منظور انجام این وظیفه است.

## رویه اصلاح
کنست می تواند هر قانونی را، حتی قانونی که احتمالاً ممکن است با قوانین اساسی اسرائیل در تضاد باشد، مگر اینکه قانون اساسی شرایط خاصی برای اصلاح آن داشته باشد، با اکثریت آراء تصویب کند. قوانین اساسی که شامل شرایط خاص هستند شامل موارد زیر است:
- ماده ۴ قانون اساسی کنست در مورد نظام انتخاباتی تنها با اکثریت ۶۱ نفر از ۱۲۰ نماینده کنست قابل اصلاح است.
- ماده ۴۴ که مانع از اصلاح قانون با یک فوریت می شود، فقط با اکثریت ۸۰ نفر قابل اصلاح است.

اکثریت اعضای کنست می توانند قوانین اساسی در مورد دولت و آزادی اشغال را اصلاح کنند.

## فهرست قوانین اساسی اسرائیل
| سال گذشت                    | قانون اساسی          | شرح |
| --------------------------- | -------------------- | --- |
| ۱۹۵۸; در سال ۱۹۸۷ به روز شد | کنست                 | وظایف قانونگذاری ایالتها از پارلمان ایالت. |
| ۱۹۶۰                        | سرزمین‌های اسرائیل    | تضمین می‌کند که اراضی دولتی در مالکیت ملی باقی بماند. |
| ۱۹۶۴                        | رئیس‌جمهور ایالت      | به وضعیت، انتخابات، صلاحیت‌ها، اختیارات و رویه‌های کاری رئیس‌جمهور می‌پردازد. |
| ۱۹۶۸                        | دولت                 | (با قانون ۱۹۹۲ جایگزین شد و سپس بعد از اصلاحات توسط قانون ۲۰۰۱ بازسازی شد) |
| ۱۹۷۵                        | اقتصاد دولتی         | پرداخت‌های انجام شده توسط/به دولت را تنظیم می‌کند. اختیار ضرب ارز. |
| ۱۹۷۶                        | نظامی                | از بنیان قانون اساسی و قانونی برای عملیات نیروهای دفاعی اسرائیل حمایت می‌کند. نیروهای نظامی را تابع دولت می‌کند، با نام‌نویسی سروکار دارد و اعلام می‌کند که هیچ نیروی مسلح غیرقانونی خارج از نیروهای دفاعی اسرائیل نمی‌تواند راه اندازی یا حفظ شود. |
| ۱۹۸۰                        | قانون اورشلیم        | وضعیت اورشلیم را به عنوان پایتخت اسرائیل تعیین می‌کند. یکپارچگی و وحدت اورشلیم را تضمین می‌کند. با اماکن مقدس سروکار دارد. حقوق اعضای همه ادیان را تضمین می‌کند. با توجه به توسعه، اولویت خاصی قائل است. |
| ۱۹۸۴                        | قوه قضائیه           | به اقتدار، نهادها، اصل استقلال، انتصابات، صلاحیت‌ها و اختیارات قوه قضاییه می‌پردازد. |
| ۱۹۸۸                        | ناظر دولتی           | به اختیارات، وظایف و وظایف مربوط بر نظارت بر ارگان‌های دولتی، وزارتخانه‌ها، مؤسسات، مقامات، سازمان‌ها، افراد و ارگان‌هایی که از طرف دولت عمل می‌کنند، می‌پردازد. |
| ۱۹۹۲                        | کرامت و آزادی انسانی | اعلامیه حقوق اولیه بشر در اسرائیل مبتنی بر شناخت ارزش انسان، قداست زندگی او و آزادی اوست. آزادی انسان را به عنوان حق خروج و ورود به کشور، حریم خصوصی (شامل گفتار، نوشته‌ها و یادداشت‌ها) و محافظت از تفتیش غیرقانونی شخص یا دارایی او تضمین می‌کند. هر گونه نقض این حق باید "توسط قانونی متناسب با ارزش‌های کشور اسرائیل، وضع شده برای هدفی مناسب و تا حدی بیش از آنچه لازم است" صورت گیرد. این قانون همچنین شامل دستورالعملی در مورد ماندگاری خود و حفاظت از تغییرات به وسیله مقررات اضطراری می‌باشد. |
| ۱۹۹۴                        | آزادی اشغال          | هر شهروند یا ساکن اسرائیل "حق شرکت در هر شغل، حرفه یا تجارت" را تضمین می‌کند. هر گونه نقض این حق باید "توسط قانونی متناسب با ارزش‌های کشور اسرائیل، وضع شده برای هدفی مناسب و تا حدی بیش از آنچه لازم است" صورت گیرد. این قانون همچنین شامل دستورالعملی در مورد ماندگاری خود و حفاظت از تغییرات به وسیله مقررات اضطراری می‌باشد. |
| ۲۰۰۱                        | دولت                 | نسخه ۱۹۹۲ خود را لغو می‌کند و سیستم ۱۹۶۸ را با برخی اصلاحات بازیابی می‌کند. |
| ۲۰۱۴                        | رفراندوم             | مقرر می‌دارد که اگر دولت اسرائیل تصمیمی اتخاذ کند یا توافق‌نامه ای را امضا کند که بر اساس آن قوانین، صلاحیت قضایی و اختیارات اداری کشور اسرائیل دیگر در یک منطقه جغرافیایی خاص اعمال نمی‌شود، چنین توافق یا تصمیمی باید از طریق یک معاهده تصویب شده اتخاذ شود. توسط 80 MK یا با اکثریت مطلق رای در یک همه‌پرسی. این بدان معناست که قلمرو مستقل اسرائیل (اورشلیم شرقی، بلندی‌های جولان و هر سرزمینی در خطوط آتش‌بس ۱۹۴۹)، بر اساس قوانین اسرائیل، تنها می‌تواند از طریق معاهده‌ای که توسط بیش از ۸۰ کشور تصویب شده‌است، واگذار شود، در این صورت رفراندوم ضروری نیست، یا، قبل از اینکه یک معاهده معتبر باشد، باید با اکثریت مطلق آرا در همه‌پرسی تصویب شود. |
| ۲۰۱۸                        | ملت-دولت             | اسرائیل را به عنوان دولت-ملت قوم یهود تعریف می‌کند. قانون ملت-دولت همچنین تأکید می‌کند که یهودیان ادعای منحصر به فردی برای تعیین سرنوشت ملی در کشور اسرائیل دارند، زبان عبری را به عنوان زبان رسمی دولت تعریف می‌کند و به زبان عربی جایگاه ویژه ای در دولت می‌دهد. علاوه بر این نمادهای ملی، تعطیلات و تقویم ایالت را تعریف می‌کند. |